# Melchior Jakober

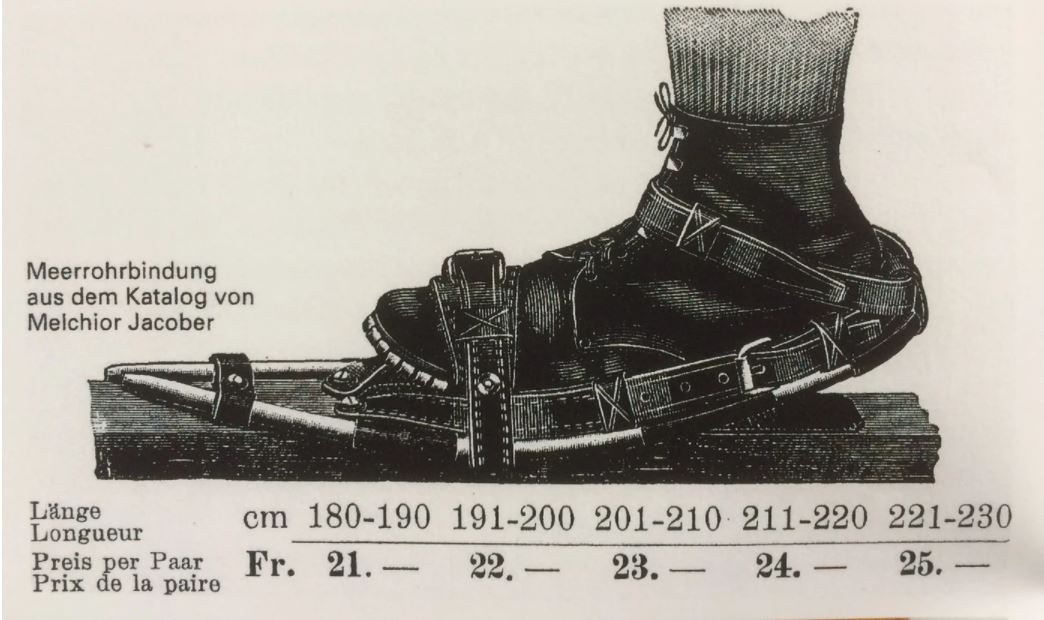
Melchior Jacober Ski und Bindung (1900)

Melchior Jakober (* 2. September 1851 in Glarus; † 17. September 1924 in Näfels, katholisch, heimatberechtigt in Glarus) war ein Schweizer Skifabrikant.

## Leben
Melchior Jakober kam am 2. September 1851 in Glarus als Sohn des Johann Heinrich Jakober und der Magdalena geborene Landolt zur Welt. Jakober war zunächst als Bau- und Möbelschreiner beschäftigt.
Inspiriert von Christoph Iselin begann Jacober als einer der ersten in der Schweiz mit der Skifabrikation. Zwischen 1893 und 1894 brachte er circa 70 Paar Skier der Marke "Melchior Jakober" auf den Markt. Die Bindungen dazu lieferte Sattlermeister Josef Jacober, ehe er ab 1900 die ganzen Skier selber herstellten liess. Zudem belieferte er Skiclubs und während des Ersten Weltkriegs Armeen im In- und Ausland. 1919 übergab er das Geschäft, die Marke nannte sich seit 1904 "Glarona", an seinen Vorarbeiter Jakob Leuzinger.
Daneben war Jakober Mitgründer und Verwaltungsrat des "Glarner Volksblatts" sowie Präsident der Genossenschaft glarnerischer Schreinermeister.
1877 heiratete er Josepha Katharina, die Tochter des Ludwig Aufdermauer. Melchior Jakober starb am 17. September 1924 wenige Tage nach Vollendung seines 73. Lebensjahres in Näfels.

## Weblink
- Hans-Dieter Gerber: Jakober, Melchior. In: Historisches Lexikon der Schweiz.

| Personendaten    | Personendaten          |
| ---------------- | ---------------------- |
| NAME             | Jakober, Melchior      |
| KURZBESCHREIBUNG | Schweizer Skifabrikant |
| GEBURTSDATUM     | 2. September 1851      |
| GEBURTSORT       | Glarus                 |
| STERBEDATUM      | 17. September 1924     |
| STERBEORT        | Näfels                 |